# Curran Walters

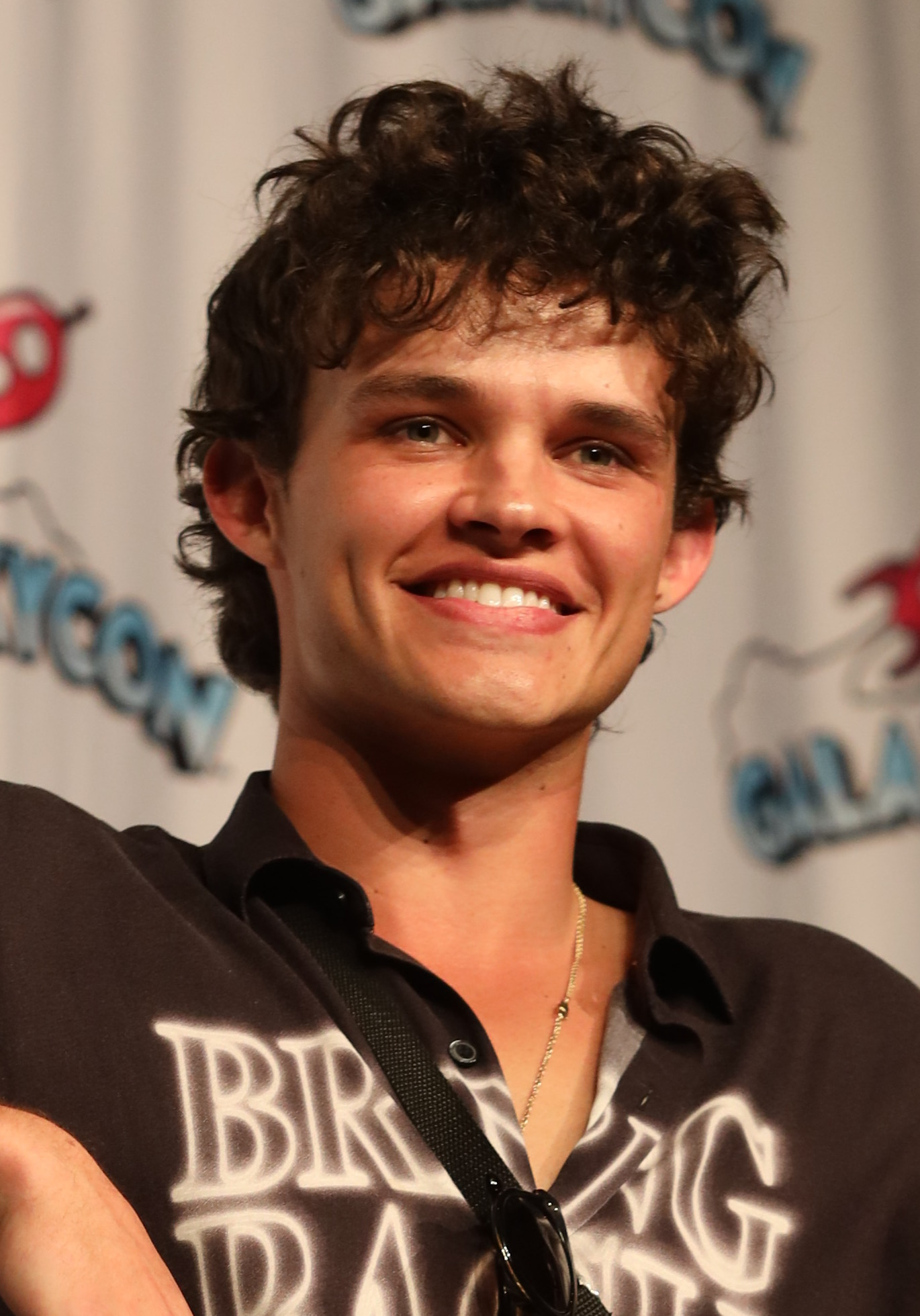
Curran Walters

Curran Walters (* 16. Januar 1998 in Oak Park, Kalifornien) ist ein US-amerikanischer Schauspieler und ehemaliges Model. Bekanntheit erlangte er vor allem durch die Verkörperung der Comicfigur Jason Todd aus der Serie Titans.

## Leben und Karriere
Curran Walters wurde in Oak Park in Kalifornien geboren, wo er zusammen mit einer jüngeren Schwester aufwuchs. Er besuchte die örtliche High School. Bereits während seiner Kindheit sammelte er Erfahrung im Bereich des Modelns, unter anderem für die Marken Tilly's, Lee und Brothers. Erste Schauspielerfahrung gewann er durch Auftritte in Werbespots, etwa für Samsung und das Simulationsvideospiel NBA 2K15.
Seine erste Schauspielrolle vor der Kamera übernahm er 2014 in der Rolle des Chad aus dem Fernsehfilm Growing Up and Down. Nach einem Gastauftritt in New Girl war er 2016 wiederkehrend in der Rolle des jungen Jackson in der Serie Game of Silence zu sehen. Ebenfalls 2016 erfolgte sein Spielfilmdebüt mit der Rolle des Matt in der Dramakomödie Jahrhundertfrauen. Von 2016 bis 2017 war er als Mac in der Serie Too Close to Home zu sehen. Weitere Auftritte folgten in Speechless, Alexa & Katie und in der Sitcom Fam. 2018 wurde Walters als Jason Todd alias Robin in einer Nebenrolle in der ersten Staffel der Serie Titans besetzt, die mit Beginn der zweiten Staffel zu einer Hauptrolle ausgebaut wurde. Seine Darstellung bedeutete erstmals eine Verkörperung der Comicbuchfigur in einer Realfilmproduktion. In der Rolle trat er 2019 auch in einer Episode von Supergirl auf.

## Filmografie (Auswahl)
- 2014: Growing Up and Down (Fernsehfilm)
- 2015: New Girl (Fernsehserie, Episode 4x16)
- 2016: Game of Silence (Fernsehserie, 5 Episoden)
- 2016: Das Leben und Riley (Girl Meets World, Fernsehserie, 2 Episoden)
- 2016: Jahrhundertfrauen (20th Century Women)
- 2016–2017: Too Close to Home (Fernsehserie, 8 Episoden)
- 2018: Speechless (Fernsehserie, Episode 2x11)
- 2018: Alexa & Katie (Fernsehserie, Episode 1x09)
- 2018: Best. Worst. Weekend. Ever. (Fernsehserie, 2 Episoden)
- 2018–2023: Titans (Fernsehserie)
- 2019: Fam (Fernsehserie, Episode 1x06)
- 2019: Do Not Reply
- 2019: Supergirl (Fernsehserie, Episode 5x09)